# NGC 219
NGC 219 es una galaxia elíptica localizada en la constelación de Cetus.